# Vanessa Jeudi
Vanessa Jeudi, née à Delmas, est chanteuse, autrice, compositrice, interprète, pianiste, directrice artistique, et militante féministe.

## Biographie
Vanessa Jeudi, née à Delmas, est chanteuse et militante féministe. Elle travaille sur la justice sociale et l'afroféminisme. Depuis son enfance, elle chante à l'église et a obtenu le soutien de sa sœur aînée Thamara, après elle a rejoint le Gospel Destiny Mass Choir qu'elle n'a pas tardé à quitter. Vanessa Jeudi a étudié la psychologie à la Faculté des Sciences Humaines à l'Université d'État d'Haïti, et est titulaire d'un Bachelor + 4 à l'issue duquel elle perfectionnera son parcours musical à l'École nationale des arts (ENARTS),.
Elle est cofondatrice de Diskòb Mizik (premier app streaming en Haïti et champion du concours OIF), de Bosal Mizik (Label de Production Musique). Jeune chanteuse et musicienne, Vanessa Jeudi a suivi une formation en chant et piano à l'Ecole Nationale des Arts (ENARTS). Elle joue également du tambour, de la flûte et danse la danse folklorique haïtienne. Sa musique s'inspire de genres Jazz, Soul, Blues, Vodou et Rap. Depuis 2015, Vanessa a performé dans des événements culturels tels que Carifiest, Festival Quatre chemins (2016), Festival Nèg Mawon. Elle a lancé sa carrière solo en 2017 avec son premier single « Nanm »,.
La jeune chanteuse Vanessa Jeudi a fait ses débuts en tant qu'artiste dans le Gospel Destiny Mass Choir dès son plus jeune âge. Basée en Haïti, et à travers ses œuvres, elle s’engage à défendre la vie des gens et de sa communauté à travers des rythmes musicaux, tels que jazz, soul, blues, vodou, rap. Lesquels sont catégorisés comme « musiques noires ». Ainsi, dans ses compositions comme dans ses performances scéniques, elle fait vivre son côté  féministe décolonial qui constitue sa boussole. Membre du Collectif rap politique Règleman Afè Popilè, Vanessa Jeudi évolue en solo également depuis 2017.

### 2017- 2021
« Elle a présenté au public quatre (4) titres en solo, et plus d’une dizaine de collaborations. La première musique décrite “NANM” qui révèle beaucoup de choses sur l’artiste et lui permet d’exprimer ses idées et convictions. Ensuite, “Sa Je Pa Wè” est une musique qui parle de violences, de massacres, de féminicides, d’exode, de migration, de nos parents, de nos amis tombés sous les assassins ou obligés de quitter le pays pour sauver leur peau, ou mieux leur vie. Cette chanson s’avère être un devoir de mémoire envers ces morts, un appel à la justice, et une exposition de notre situation actuelle,. »
En octobre 2021, Vanessa Jeudi a sorti le titre Limyè, chanson-poème ou poésie musicale qui montre le militantisme de l’artiste, et aussi révèle sa spiritualité. En 2022, elle a sorti le titre (Pran Men w) (2022). De plus, elle a participé, à plusieurs niveaux, à de nombreux projets artistiques. En effet, elle a contribué à la réalisation de l’album Tribilasyon Ak Kè Kontan (TRIAKK, 2020) dudit collectif en tant qu'interprète, parolière et arrangeuse et aussi de Liminasyon (2021) en tant que chanteuse, chercheuse et assistante à la création.

## Concerts et spectacles
Vanessa Jeudi a performé dans de nombreux concerts et spectacles comme : Carifesta en 2015, festival quatre chemins en 2016, Nègès Mawon en 2017, Papjazz en 2019, et «Dekò» un spectacle autour de la thématique « Aliénation musculaire », mis en scène par la comédienne Gaëlle Bien-Aimé, une théorie qui met en relief le double mouvement du système capitaliste. Il s’agit également d’un spectacle de réappropriation du corps des femmes «la Danse Voix et Corps » un nouveau concept qui s'articulé sur le Théâtre,,.

## Projets solo
| Année | Titre                          | Single |
| ----- | ------------------------------ | ------ |
| 2021  | San tit, single, Limyè, single |        |
| 2021  | Limyè, single                  |        |
| 2021  | Pran Men w                     |        |
| 2021  | single,Vèse San, single        |        |

## Projets en collaborations
Elle a eu des collaborations avec plusieurs éminents rappeurs haïtiens dont 35 Zile, Ja M, K-Lib Mapou, Mawon Ann Di Èzli et autres.
Vanessa Jeudi travaille en ce moment sur son premier album solo « Lakou a la ». Ce dernier sera accompagné d’un documentaire qui retrace globalement le pèlerinage effectué dans différents lakou d’Haïti, plus précisément dans le département de l’Artibonite. L’originalité et la portée symbolique de ce documentaire ont permis à Vanessa Jeudi d’être retenue et de participer au cours du mois d’Octobre 2023 dans la résidence de création de « les rencontres de coproduction avec Doc Amazonie Caraïbe » dans le cadre du festival International du Film Documentiare Amazonie-Caraibes-FIFAC.

## Featuring
| Année | Titre | Label |
| ----- | --- | ----- |
| 2015  | maj reyalite Legba, 35 Zille feat Tèt Pwa, Mawon Ann Di Èzli, Jonas Atis, Belo                                                        |       |
| 2017  | Konviksyon, EP, avec Collectif Règleman Afè Popilè                                                                                    |       |
| 2018  | Lawouze, 35 Zile feat Vanessa Jeudi, Stan, Mozo feat Vanessa Jeudi                                                                    |       |
| 2019  | The Supreme Mathematics, 35 Zile feat Vanessa Jeudi, Inivè Paralèl, 35 Zile feat Vanessa Jeudi, Ak Te Nèg, 35 Zile feat Vanessa Jeudi |       |
| 2020  | Tribilasyon Ak Kè Kontan (TRIAKK), Album, avec Collectif Règleman Afè Popilè, Yo ale, Jah M feat Vanessa Jeudi,Nan Fon Lannuit        |       |
| 2021  | Liminasyon, Album, avec Cie Bazou |       |
| 2022  | Nan Fon Lannuit, K-Lib Mapou feat Vanessa Jeudi, Koulè, Malada feat Vanessa Jeudi                                                     |       |
| 2023  | Inikavèm, Ab Salyan Tha God feat Vanessa Jeudi, Actrice dans la vidéo “Artybonito” de l’album eponyme dumouvement artistique Azueï    |       |